# Gewone vliegende eekhoorn
De gewone vliegende eekhoorn (Pteromys volans) is een knaagdier uit de familie der eekhoorns. De wetenschappelijke naam van de soort werd als Sciurus volans in 1758 gepubliceerd door Carl Linnaeus. De vliegende eekhoorn kan niet vliegen, maar zweeft met behulp van een membraan.

## Kenmerken
De gewone vliegende eekhoorn is grijsbruin van kleur; de buik is wit. Hij heeft relatief grote ogen en kleine oorschelpen. Tussen de voor- en achterpoten bevindt zich een membraan, waarmee zweefvluchten tussen bomen kunnen worden gemaakt. Op deze manier kunnen grote afstanden worden overbrugd. De gewone vliegende eekhoorn wordt 13,5 tot 20,5 centimeter lang en 95 tot 215 gram zwaar. De staart is 10 tot 14 centimeter lang.

## Verspreiding en leefgebied
De soort komt voor in het zuiden van Finland, Estland, Europees Rusland en Siberië. De gewone vliegende eekhoorn leeft in gemengde bossen, voornamelijk met volwassen berken en coniferen. Doordat hij afhankelijk is van oudere bomen met holtes zijn bossen die regelmatig gekapt worden als leefgebied ongeschikt. Hierdoor gaat het aantal in bepaalde gebieden, waaronder Finland, achteruit.

## Leefwijze en gedrag
De gewone vliegende eekhoorn is behendig in het beklimmen van bomen en kan over afstanden van ongeveer 40 tot 50 meter naar andere bomen zweven. Bij de landing zet hij de staart omhoog en kromt hij het membraan om, net als bij gebruik van een parachute, vaart te minderen. De gewone vliegende eekhoorn komt nauwelijks op de grond.
Het dier heeft een circadiaan ritme en is in tegenstelling tot de meeste eekhoorns een nachtdier. Overdag rusten ze in een boomholte, in een oksel tussen tak en boomstam, of in een verlaten spechtenhol. De circadiane klok werkt als een wekker die afgaat zodra de schemering intreedt. Het ontwaken wordt gesynchroniseerd met een specifieke lichtintensiteit kort na zonsondergang. Als de vliegende eekhoorn wakker is gaat hij naar de opening van de holte en wordt de lichtintensiteit getest. Als de hoeveelheid licht nog te veel is, slaapt de soort nog iets langer door en wordt de circadiane klok bijgesteld. Het dier zal dan de volgende dag later ontwaken.
De dieren leven over het algemeen in groepjes van hetzelfde geslacht, die samen in een hol slapen. De gewone vliegende eekhoorn houdt geen winterslaap, maar kan wel bij koud weer enkele dagen achtereen in het hol blijven.

## Voedsel
De gewone vliegende eekhoorn voedt zich met zaden, vruchten, knoppen, scheuten, bladeren, bessen en soms jonge vogels en eieren. Elzen- en berkenkatjes worden bewaard in voorraadholen, die soms wel een inhoud van vijf liter hebben.